# Argonauta
Argonauta är vetenskapligt namn på papperssnäckorna och är det enda bevarade släktet inom familjen Argonautidae, ett släkte åttaarmade bläckfiskar. Honans kammare av papperstunna skal för äggen är upphovet till benämningen papperssnäckor.
Endast honorna har skal och lever fritt simmande medan hanen vistas enbart på bottnen. Argonauts finns i tropiska och subtropiska vatten i hela världen och lever i öppet hav, dvs de är pelagiska. Honorna har varit kända sedan antiken, medan hanarna ursprungligen beskrevs först på 1800-talet.

## Fysisk beskrivning
Liksom de flesta bläckfiskar har de en rundad kropp, åtta armar och inga fenor. Honorna kan bli upp till 20 – 30 cm långa, medan hanarna blir endast 1 – 2 cm. 
Hanarna saknar de ryggtentakler som honorna använder för att skapa sina förvaringsskal för äggen. De har å andra sidan en modifierad arm som används för att överföra spermier till honan. Hanarna parar sig endast en gång under sitt korta liv, medan honorna kan ha avkommor många gånger.